# Lê Văn Lành
Lê Văn Lành (sinh năm 1960) là kiểm sát viên cao cấp người Việt Nam. Ông hiện giữ chức vụ Viện trưởng Viện kiểm sát nhân dân tỉnh Tây Ninh.

## Tiểu sử
Lê Văn Lành sinh năm 1960, quê quán tại xã An Tịnh, huyện Trảng Bàng, tỉnh Tây Ninh.
Từ năm 1976, Lê Văn Lành tham gia hoạt động cách mạng.
Lê Văn Lành là Đảng viên Đảng Cộng sản Việt Nam.
Chiều ngày 27 tháng 9 năm 2012, Lê Văn Lành được Bí thư Tỉnh ủy Tây Ninh Võ Văn Phuông trao huy hiệu 30 năm tuổi Đảng Cộng sản Việt Nam. Lúc này ông đang sinh hoạt đảng tại Đảng bộ Viện kiểm sát nhân dân tỉnh Tây Ninh trực thuộc Đảng bộ Khối các cơ quan tỉnh Tây Ninh và đang giữ chức vụ Viện trưởng Viện kiểm sát nhân dân tỉnh Tây Ninh.
Ngày 15 tháng 10 năm 2015, tại Hội nghị lần thứ nhất Ban Chấp hành Đảng bộ tỉnh Tây Ninh khóa 10 nhiệm kỳ 2015- 2020, Lê Văn Lành là một trong 51 người được bầu làm uỷ viên BCH Đảng bộ tỉnh khoá 10 nhiệm kỳ 2015 - 2020.
Ngày 3 tháng 4 năm 2016, Lê Văn Lành được bổ nhiệm chức danh kiểm sát viên cao cấp.
Tháng 1 năm 2018, Lê Văn Lành là Viện trưởng VKSND tỉnh Tây Ninh.